# Premi Born de Teatre
El Premi Born de Teatre és un guardó d'escriptura dramàtica per a obres inèdites en català o castellà que convoca el Cercle Artístic de Ciutadella i es lliura, anualment, al teatre des Born de Ciutadella, Menorca. Actualment està dotat amb 14.000 euros, més l'edició de l'obra en català, castellà, gallec i eusquera. Això, sumat a la seva llarga tradició, amb més de mig segle de vida, i a la transparència en el procés de selecció, fa que se'l consideri un dels premis més prestigiosos de tot l'estat espanyol. Dramaturgs reconeguts internacionalment com Sergi Belbel, Jordi Galceran o Juan Mayorga l'han guanyat en almenys una ocasió. Josep Maria Miró i Lluïsa Cunillé, amb tres guardons cadascun, són els qui l'han obtingut més vegades.

## Història
Inicialment es va concebre com un concurs literari que tenia com a finalitat promoure i estimular la cultura en general i la menorquina en particular. Per aquest motiu, a la primera edició (1970) es va premiar la novel·la Dora i la nit, de Maria Dolors Cortey, i el treball Retaule menorquí en quaranta figures, de mossèn Ferran Martí i Camps. Els autors foren guardonats amb 5.000 pessetes cadascun. A partir de 1971, i amb una dotació inicial de 30.000 pessetes, ja es va convocar amb el format de certamen de textos teatrals en llengua catalana o castellana. En el període comprès entre 1975 i 1987 el guardó es va convocar cada dos anys i d'ençà de 1987 es convoca anualment. Pel que fa a la dotació econòmica, s'ha passat de les 500.000 pessetes de l'edició de 1987 als 14.000 euros actuals. Compta amb el suport econòmic i la col·laboració de diverses institucions i organismes, tant públics com privats. El 2012, amb motiu de les retallades dutes a terme per les diferents administracions públiques, que van fer que la dotació passés de 18.500 euros als 14.000 actuals, el Cercle Artístic de Ciutadella engegà una campanya de micromecenatge sota el títol «Crec en el premi Born» amb l'objectiu de trobar noves vies de finançament per al seu projecte més emblemàtic.
Les obres guardonades s'editen d'ençà de 1987. En un primer moment (1987-1992), n'assumí l'edició el mateix Cercle Artístic. Llavors les obres guanyadores escrites en català foren editades per l'editorial valenciana 3i4 (1993-1995), a la qual substituí l'editorial Bitzoc, que el 1996 i el 1997 edità els textos guanyadors. És a partir de l'any 1998 que la revista Primer Acto i Arola Editors assumeixen la publicació de totes les obres guanyadores en català i en castellà. El 2006 es va iniciar l'edició de l'obra guanyadora en gallec, a través de la Revista Galega de Teatro, i el 2007, en eusquera, a través de l'editorial Artezblai. D'altra part, pel que fa a l'acte de lliurament del premi, fins a 1992 es va dur a terme durant el transcurs d'un sopar. A partir d'aquest any es va decidir que tendria lloc al Teatre del Born després de la representació d'una obra de teatre, costum que va perdurar fins a 2005. De 2006 a 2010, amb motiu del tancament del teatre, l'acte de lliurament va tenir lloc al Teatre Principal de Maó i es va mantenir la representació d'un muntatge teatral. Tot esperant l'obertura del Teatre del Born, d'ençà de 2011 l'acte es tornà a dur a terme a Ciutadella. Finalment, l'any 2020 l'esmentat teatre es reobrí i des d'aleshores s'hi celebra de nou el lliurament del guardó. Al voltant del premi s'organitzen tot un seguit d'activitats teatrals, com taules rodones, conferències, presentació de les edicions dels textos guanyadors, etc.
Pel que fa a la participació, de 1970 a 1987 el nombre màxim de textos presentats va arribar als 29 originals, però a partir de 1988 aquesta xifra s'anà incrementant any rere any fins a 1997, en què n'arribaren 124. En les darreres edicions el nombre ha seguit creixent, fins a assolir el rècord l'any 2020, en què s'hi van presentar 571 obres.

## Llistat complet de guardonats
| Edició  | Any  | Guanyador                                        | Obra                                                   |
| ------- | ---- | ------------------------------------------------ | ------------------------------------------------------ |
| I       | 1970 | Maria Dolors CorteyFerran Martí                  | Dora i la nitRetaule menorquí en quaranta figures      |
| II      | 1971 | Joan Mas Bauçà                                   | Sopar agre                                             |
| III     | 1972 | Desert                                           |                                                        |
| IV      | 1973 | Jesús Campos García                              | ¿Es aquí donde ha muerto mi hermano?                   |
| V       | 1974 | Antoni Mus                                       | Els lleons                                             |
| VI      | 1975 | Desert                                           |                                                        |
| VII     | 1977 | Juan Martínez de la Vega                         | Los largos caminos de los cuerpos                      |
| VIII    | 1979 | Guillem Cabrer                                   | Freturós l'impotent                                    |
| IX      | 1981 | Lluís Utrilla                                    | Raons d'Estat                                          |
| X       | 1983 | Alexandre Ballester                              | L'única mort de Marta Cincinatti                       |
| XI      | 1985 | Desert                                           |                                                        |
| XII     | 1987 | Máximo Rodríguez                                 | El mío coito o La épica del BUP                        |
| XIII    | 1988 | Jesús Campos García                              | De la realidad contemporánea                           |
| XIV     | 1989 | Alexandre Ballester                              | UVI (Cuidados intensivos)                              |
| XV      | 1990 | Jorge Díaz                                       | A imagen y semejanza                                   |
| XVI     | 1991 | Jaume Serra i FontellesMarco Antonio de la Parra | Manric DelclòsEl padre muerto                          |
| XVII    | 1992 | Jorge Díaz                                       | El jaguar azul                                         |
| XVIII   | 1993 | Josep Lluís Sirera i Rodolf Sirera               | La ciutat perduda                                      |
| XIX     | 1994 | Sergi Belbel                                     | Morir                                                  |
| XX      | 1995 | Jordi Galceran                                   | Paraules encadenades                                   |
| XXI     | 1996 | Antonio Álamo                                    | Los enfermos                                           |
| XXII    | 1997 | Raúl Dans Gerard Vázquez                         | DerrotaMagma                                           |
| XXIII   | 1998 | Juan Mayorga                                     | Cartas de amor a Stalin                                |
| XXIV    | 1999 | Lluïsa Cunillé                                   | L'aniversari                                           |
| XXV     | 2000 | Raúl Hernández Garrido                           | Si un día me olvidaras                                 |
| XXVI    | 2001 | Luis Miguel González Cruz                        | La negra                                               |
| XXVII   | 2002 | Llorenç Capellà                                  | Un bou ha mort Manolete                                |
| XXVIII  | 2003 | Juan Pablo Vallejo Triana                        | Patera                                                 |
| XXIX    | 2004 | José Luis Arce                                   | El sueño de Dios                                       |
| XXX     | 2005 | Antonio Álamo                                    | L'instructor                                           |
| XXXI    | 2006 | Carlos Be                                        | Origami                                                |
| XXXII   | 2007 | Jesús Díez Moreno                                | El Show de Kinsey                                      |
| XXXIII  | 2008 | Carles Batlle                                    | Oblidar Barcelona                                      |
| XXXIV   | 2009 | Josep Maria Miró                                 | La dona que perdia tots els avions                     |
| XXXV    | 2010 | Lluïsa Cunillé                                   | El temps                                               |
| XXXVI   | 2011 | Josep Maria Miró                                 | El principi d'Arquimedes                               |
| XXXVII  | 2012 | Raúl Dans                                        | Una corriente salvaje                                  |
| XXXVIII | 2013 | Carles Mallol                                    | Mata el teu alumne                                     |
| XXXIX   | 2014 | Xavier Morató                                    | Un peu gegant els aixafa a tots                        |
| XL      | 2015 | Sergio Martínez Vila                             | La obediencia de la mujer del pastor                   |
| XLI     | 2016 | Francesc Meseguer                                | Lear                                                   |
| XLII    | 2017 | Francisco Javier Suárez                          | Arde ya la yedra                                       |
| XLIII   | 2018 | Ruth Gutiérrez                                   | Los amantes sobrehumanos                               |
| XLIV    | 2019 | Ricard Gásquez                                   | Los satélite                                           |
| XLV     | 2020 | Josep Maria Miró                                 | El cos més bonic que s’haurà trobat mai en aquest lloc |
| XLVI    | 2021 | Luisma Soriano                                   | El desmoronamiento de la ternura                       |
| XLVII   | 2022 | Lluïsa Cunillé                                   | El gos                                                 |
| XLVIII  | 2023 | Miguel Ángel González                            | Y que no he llorado                                    |
| XLIX    | 2024 | Elena Santiago                                   | El silenci                                             |